# I Like It (canção de Lacuna Coil)
"I Like It" é o oitavo single da banda italiana Lacuna Coil e o segundo do álbum Shallow Life.

## Formatos e faixas
Single Digital
1. "I Like It" — 3:42
2. "I Like It" (Interface remix) — 5:08
3. "I Like It" (Das Basslaster remix) — 3:58
4. "I Like It" (Dan Peace remix) — 3:30

## Tabelas musicais
| Tabelas musicas (2009) | Melhor posição |
| ---------------------- | -------------- |
| Itália - FIMI          | 103            |